# Коваррубиас, Себастьян де

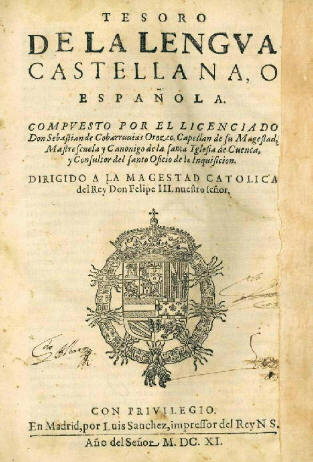
Обложка словаря Tesoro de la lengua castellana o española. 1611 г.

Себастьян де Коваррубиас Ороско (исп. Sebastián de Covarrubias; 7 января 1539, Толедо — 8 октября 1613, Куэнка) — испанский лексикограф, криптограф, энциклопедист, капеллан короля Испании Филиппа II, каноник Кафедрального собора в Куэнка, писатель

.

## Биография
Сын поэта Себастьяна де Хороско, нового христианина, иудея обращённого в христианство, его мать Мария Валеро де Коваррубиас Лейва, была из «старых христиан».
В 1565—1573 годах обучался в Саламанкском университете. В это время жил у дяди — каноника Нового собора Саламанки. Был рукоположен. После того, как Себастьян стал священником, его дядя оставил свой пост в пользу племянника.
Позже С. де Коваррубиас стал капелланом короля Испании Филиппа II, консультантом Конгрегации доктрины веры, каноником Кафедрального собора в Куэнка, должность эту занимал более 30 лет. В 1595 году был назначен апостольским комиссаром.
В 1610 году тяжело заболел, но выздоровел и занялся литературным творчеством. В 1610 году опубликовал книгу «Emblemas morales» («Моральные эмблемы»).
Наиболее известный труд С. де Коваррубиаса — первый словарь кастильского языка, насчитывающий около 11 000 словарных статей Tesoro de la lengua castellana o española («Сокровищница кастильского или испанского языка», 1611).